# 小叶葎
小叶葎（学名：Galium asperifolium var. sikkimense）为茜草科拉拉藤属下的一个变种。

## 扩展阅读
- 維基物種上的相關：小叶葎